# Enciclopedia Libre Universal en Español
L'Enciclopedia Libre Universal en Español (EL) (Enciclopedia Libera Universale in Spagnolo) è stato un progetto di enciclopedia libera sul web nato dalla scissione di Wikipedia in spagnolo nel febbraio del 2002. I suoi contenuti sono distribuiti con licenza Creative Commons 3.0 - Condividi allo stesso modo - Attribuzione (CC BY-SA 3.0) dal 1º agosto 2009. Precedentemente erano disponibili con licenza GNU Free Documentation License.

## Storia
L'Enciclopedia Libre fu fondata da alcuni contributori alla Wikipedia in spagnolo che decisero di iniziare un progetto indipendente. Guidati da Edgar Enyedy lasciarono Wikipedia il 26 febbraio 2002 e lanciarono un nuovo sito, fornito dall'Università di Siviglia gratuitamente con gli articoli in licenza libera della Wikipedia in lingua spagnola.
Le ragioni per la divisione sono spiegate sull'Enciclopedia Libre.
I motivi principali includono dei dubbi a proposito della censura e sulla possibilità di inserire della pubblicità in Wikipedia.
Nel 2024 il sito è stato chiuso.

## Possibilità di una riunificazione
Nell'ottobre 2002 alcuni wikipediani guidati da Daniel Mayer avviarono delle discussioni per riunire i progetti, tuttavia i partecipanti di Enciclopedia Libre votarono contro la riunificazione prima che i wikipediani presentassero una proposta di riunificazione.
Gli utenti di Enciclopedia Libre lasciarono comunque aperta la possibilità di una riunificazione futura ed espressero interesse nel mantenere delle linee di comunicazione. Quest'episodio diede avvio anche a delle discussioni sul ruolo delle wikipedia non in lingua inglese.
Da parte delle due comunità ci sono stati dei cambiamenti volti a sostenere la possibilità di una riunificazione:
- Passaggio di proprietà di Wikipedia ad un'organizzazione non profit: la Wikimedia Foundation
- Portali multilingue
- Installazione del software MediaWiki su Enciclopedia Libre

## Statistiche
Enciclopedia Libre inizialmente crebbe molto più rapidamente della Wikipedia in lingua spagnola, tuttavia il sorpasso per quanto riguarda il numero di articoli si ebbe nel marzo del 2004. Da allora la Wikipedia in lingua spagnola è cresciuta con un tasso molto maggiore, probabilmente a causa della maggior copertura mediatica acquisita dal progetto Wikipedia in lingua inglese con ricadute su tutti i progetti collegati. A settembre 2009, la Wikipedia in lingua spagnola conta un numero di articoli approssimativamente 10 volte più grande di quelli di Enciclopedia Libre.
| Data              | Articoli |
| ----------------- | -------- |
| febbraio, 2002    | -        |
| 13 settembre 2002 | 9.237    |
| 6 settembre 2003  | 15.116   |
| 10 settembre 2004 | 24.188   |
| 14 settembre 2005 | 28.620   |
| 11 settembre 2006 | 33.215   |
| 25 settembre 2007 | 36.871   |
| 1º settembre 2008 | 40.851   |
| 30 marzo 2022     | 52.925   |